# منطقه ۱ شهرداری تهران
منطقه ۱ شهرداری تهران یکی از مناطق شهرداری تهران است که در منتهی‌الیه شمال شرقی این شهر واقع شده‌است و شمالی‌ترین منطقه شهر تهران به حساب می‌آید. این منطقه از شمال به رشته‌کوه البرز، از غرب به منطقه اوین، از جنوب به بزرگراه شهید چمران و بزرگراه مدرس و بزرگراه شهید صدر و بزرگراه شهید بابایی و از شرق به لواسانات محدود می‌شود. منطقه ۱ شهرداری تهران بخشی از شهرستان شمیرانات به‌حساب می‌آید. این منطقه همچنین با نام شمیران نیز خوانده می‌شود.این منطقه در محدوده‌ای به وسعت ۴۹٫۹ کیلومترمربع و حریم ۱۳۱٫۱کیلومترمربع واقع شده‌است. دارای ۱۰ ناحیه و ۲۷ محله می‌باشد. در این منطقه پانزده موزه همچنین دو مجموعه موزه سلطنتی کاخ نیاوران و کاخ سعدآباد نیز موزه تماشاگه زمان قرار دارد. همچنین مجموعه کاخ‌های نیاوران، سعدآباد، کاخ ملت، کاخ شهوند امامزاده صالح و گورستان ظهیرالدوله از امکان تاریخی قابل توجه است. و مناطق کوهستانی دربند، درکه، رود درکه، کلکچال، اوین پارک‌های نیاوران، جمشیدیه، قیطریه از مکان‌های تفریحی و مراکز جذب گردشگر این منطقه هستند.
این منطقه نه تنها از مرکز شهر تهران خوش اب و هواتر است حتی از مرکز شهر کرج ، قزوین و زنجان نیز بهتر است میانگین بارش منطقه ۱ شهر تهران ۴۲۸ میلی‌متر می باشد که نسبت به دیگر بخش‌های شهری قزوین ،کرج سمنان ، تهران، زنجان پر بارش تر است. همچنین طبق امار الودگی این بخش از شهر تهران از میزان الودگی مرکز شهر و جنوب شهر تهران و کل شهر کرج کمتر است.
میانگین دمای منطقه ۱ شهر تهران ۱۵.۱ درجه و تعداد روز های برفی منطقه ۱ شهر تهران ۲۳.۷ روز می باشد.

## اداره
شهرداری منطقه یک مسئول اداره امور شهرداری در منطقه یک شهرداری تهران است. شهردار منطقه یک (جانشین شهردار تهران در منطقه یک) مسئولیت شهرداری این منطقه را بر عهده دارد. این منطقه از شهرداری تهران دارای ۱۰ ناحیه شهرداری و بیست و هشت محله اراج، ازگل، امام‌زاده قاسم، اوین، باغ فردوس، تجریش، جماران، چیذر، حصار بوعلی، حکمت، دارآباد، دربند، درکه، دزاشیب، زعفرانیه، سوهانک، شهرک دانشگاه، شهرک نفت، شهرک قائم ،شهرک شهید محلاتی، فرمانیه، قیطریه، کاشانک، کوهسار، گلاب‌دره، محمودیه، نیاوران و ولنجک است.

## مشخصات
مختصات جغرافیایی، جمعیت، بافت منطقه و.. از جمله موضوع‌های اطلاعات عمومی دربارهٔ این منطقه است.
جغرافیا و جمعیت
این منطقه از طرف شمال محدود به ارتفاعات ۱۸۰۰ متری دامنه جنوبی کوه‌های البرز، از جنوب به بزرگراه چمران حد فاصل دو راهی هتل آزادی و بزرگراه مدرس و پل صدر و از غرب به اراضی رودخانه درکه و از شرق نیز به انتهای بزرگراه ارتش – کارخانه آسفالت و منبع نفت شمال شرق تهران محدود می‌شود. ناحیه ۲ با وسعت ۸/۵۵ کیلومتر مربع بزرگترین ناحیه و محله ازگل با ۵/۳ کیلومتر مربع کوچکترین محله منطقه یک می‌باشند.
نواحی ۲٬۳٬۴٬۵٬۶٬۹٬۱۰ دارای حریم کوهستانی می‌باشند.
سرانه فضای سبز عمومی و خصوصی منطقه ۵۴٫۴۵ متر مربع می‌باشد. جمعیت منطقه بر اساس سرشماری سال ۹۵ بیش از ۴۸۷ هزار نفر برآورد می‌شود.
بافت منطقه
این منطقه به لحاظ طراحی شهری دارای بافتی شبه روستایی است و می‌توان آن را «باغ شهر» نامید. شمیران که در دامنه کوهپایه‌های البرز جنوبی واقع است، به دلیل نیمه کوهستانی بودن و ساختاری ویژه که آمیزه‌ای از شهرسازی مدرن و سنتی است، اگرچه عرصه مشکلات بیشتری در فعالیتهای عمرانی است، اما به عنوان استراحت‌گاه قدیمی، با اهمیت و دارای ویژگی‌های آب و هوایی، زمینه و اقتضای کارهای عمرانی بیشتری را داشته و دارد.

## محله‌ها
شمار قابل توجهی از محله‌های تهران قدیم در منطقه یک شهرداری تهران قرار داد. بر اساس اطلاعات پرتال منطقه یک شهرداری تهران، این منطقه دارای بیست و هفت محله است.
- اراج از محله‌های قدیمی شمیران است. از شمال به بزرگراه ارتش، از غرب خیابان لنگری و شرق اتوبان امام علی و ازگل و از جنوب به بزرگراه شهید صدر محدود می‌شود. در حال حاضر بخش انتهای شمالی بزرگراه صیاد شیرازی (بعد از پل صدر)، خیابان گلزار، خیابان صنایع یا شهید فخری‌زاده، خیابان تیموری، خیابان ۲۲ بهمن و خیابان پروین مسیرهای ارتباطی به این هستند.[۱۰]

- ازگل از محله‌های شمال تهران واقع در ناحیه نهم این منطقه است. محله در پنج کیلومتری شرق تجریش قرار دارد. از شمال به شهرک شهید محلاتی، از شمال غرب به اقدسیه و آجودانیه، از جنوب به لویزان، از شرق به بلوار نیروی زمینی و از غرب به اقدسیه و محله اراج منتهی می‌شود.[۱۱]

- امامزاده قاسم محله‌ای در شمال تجریش و دامنه رشته کوه البرز در ارتفاع ۱۷۰۰ متری قرار دارد. در این محله بقعه امامزاده قاسم قرارداد. گفته می‌شود قدمت این محله به هزار سال می‌رسد؛[۱۲] بقعه امامزاده قاسم مربوط به دوره صفوی است و در شهرستان شمیرانات، در مجاورت کوهستان شمیران واقع شده و این اثر در تاریخ ۲۸ فروردین ۱۳۵۱ با شمارهٔ ثبت ۹۰۸ به‌عنوان یکی از آثار ملی ایران به ثبت رسیده‌است.[۱۳]

- اوین به عنوان بخشی از ناحیه کوهستانی البرز مرکزی از شرق به تپه‌های علی‌آباد ولنجک، از غرب به ارتفاعات حصارک، از شمال به ارتفاعات توچال و شاه‌نشین و از جنوب به ناحیه اوین و سعادت آباد محدود می‌گردد. میزان متوسط بارندگی سالیانه ۴۰۰–۳۰۰ میلی‌متر و میزان متوسط دمای سالیانه ۱۶٫۷ درجه سانتی گراد است.[۱۴]

- باغ فردوس از شمال به میدان تجریش و ابتدای خیابان ولیعصر، از جنوب به بزرگراه مدرس و خیابان فرشته از شرق به خیابان دربندی و انتهای آفریقا و از غرب به خیابان ولیعصر و پل پارک وی محدود می‌گردد. این محله در تهران قدیم وسیع‌تر بوده‌است از سمت شمال به پل تجریش از سمت جنوب به پارک وی، از سمت شرق به رودخانه و از سمت غرب به خیابان ولیعصر منتهی شده‌است.[۱۵]

- تجریش از محله‌های قدیمی تهران است و از آن به عنوان اولین محله منطقه یک شهرداری تهران یاد می‌شود؛ از نظر جغرافیایی در گذشته تقریباً همین محدوده فعلی را شامل می‌شد و دستخوش تغییر خاصی نشده‌است. قسمت عمده دهکده تجریش در جنوب امام‌زاده صالح و میدان تجریش فعلی و باغ‌های الهیه بوده‌است و مشتمل بر دو محله به نام‌های تکیه بالا و تکیه پایین بوده‌است که مرکز اصلی این ده را می‌توان بازار فعلی تجریش برشمرد.[۱۶]

- جماران نام محله‌ای در شمال تهران امروزی است. این محله از توابع شهرستان شمیرانات و جزئی از منطقه یک شهرداری تهران به حساب می‌آید. جماران امروزی از جنوب به محله جوزستان و دزاشیب؛ از شرق به منظریه از غرب به امام‌زاده قاسم و از شمال به رشته کوه‌های البرز و محله حصارک منتهی می‌شود.[۱۷][۱۸]

- چیذر از سمت شمال به خیابان فرمانیه و از سمت جنوب به اتوبان صدر - بلوار قیطریه و میدان پیروز و از سمت شرق به خیابان کامرانیه جنوبی (پاشاظهری) و از سمت غرب به خیابان براتی - نعمتی و لاله محدود می‌شود[۱۹][۲۰]

- حصار بوعلی محله حصار بوعلی در چهار جهت جغرافیایی به وسیله خیابان‌های نیاوران، کامرانیه، فرمانیه و پاسداران احاطه شده‌است.[۲۱]

- حکمت این محله در گذشته با دزاشیب یک محله خوانده می‌شدند. اصلی‌ترین خیابان محله حکمت خیابان برادران سلیمانی است که به دو بخش برادران سلیمانی غربی و برادران سلیمانی شرقی تقسیم می‌شود. محله حکمت از شرق به فرمانیه، از غرب به خیابان شریعتی، از شمال به خیابان دزاشیب، از جنوب به قیطریه منتهی می‌شود.[۲۲]

- دارآباد محله‌ای قدیمی در بالاشهر تهران که از شمال به رشته کوه‌های البرز، از جنوب به آجودانیه و از غرب هم به دربند و نیاوران ختم می‌شود.[۲۳]

- دربند یکی از سی‌و سه پارچه آبادی شمیرانات است که از شمال به کوه‌های البرز و ده پس قلعه، از جنوب به تجریش، از شرق به امام‌زاده قاسم و از غرب به بازوی کوه البرز می‌رسد.[۲۴]

- درکه از شمال به رشته کوه توچال از شرق به اراضی دانشگاه و اوین و از غرب به بازوهای کوه توچال و سعادت آباد و از جنوب به اوین محدود است.[۲۵]

- دزاشیب محله‌ای است در شمال تهران واقع در شمیران که در شرق تجریش واقع شده‌است، از شمال به جماران و نخجوان، از جنوب به تپه‌های قیطریه، از غرب به خیابان شریعتی و از شرق به چیذر و فرمانیه محدود می‌شود. قسمت شمالی دزاشیب را محله بالا و قسمت جنوبی آن را محله پایین می‌گویند.[۲۶][۲۷]

- زعفرانیه از جنوب با خیابان مقدس اردبیلی همسایه است، از سمت شمال به اسدآباد و توچال منتهی می‌شود. رودخانه ولنجک به همراه خیابان الف، در غرب این محله قرار دارند و شرق آن به کوه‌های البرز منتهی می‌شود.[۲۸] در تهران قدیم زعفرانیه دهی واقع در شمال غربی تجریش بین سعدآباد و ولنجک بوده که از شمال به آبریز کوه، از جنوب به محمودیه، از غرب به ولنجک و از شرق به تجریش محدود بوده‌است.[۲۹]

- سوهانک از محله‌های شمیران در شمال شرقی تهران است که حدود ۱۵٫۵ کیلومتر از مرکز این شهر فاصله دارد. موقعیت جغرافیایی سوهانک، ۳۵ درجه شمالی و ۵۱ درجه شرقی است.[۳۰] این محله از جنوب به بلوار ارتش یا همان جاده مینی‌سیتی-لشگرک، از شمال به دامنه جنوبی البرز، و از سوی شرق به گردنه قوچک منتهی می‌شود. محله سوهانک ۱۸۰۰ متر از سطح دریا ارتفاع دارد و با گسترش شهر تهران اکنون جزئی از این شهر و محله‌ای از بخش شمیران تهران به‌شمار می‌آید.[۳۱][۳۲]

- فرمانیه از اختیاریه شمالی شروع می‌شود و تا خیابان شهید لواسانی ادامه پیدا می‌کند. فرمانیه در قسمت شرق دزاشیب واقع است و از شمال به حصار بوعلی و نیاوران، جنوب به رستم‌آباد، بزرگراه شهید صدر، بلوار دستواره (معصومی) و میدان نوبنیاد، غرب به محله چیذر و خیابان کامرانیه و از شرق به اراج محدود است.[۳۳]

- قیطریه این محله با مساحتی معادل ۱٬۵۲۷۱۱۶ کیلومتر مربع در منطقه ۱ شهر تهران واقع شده‌است. محدوده محله از شمال به خیابان قیطریه، بلوار صبا و شمال پارک قیطریه، از جنوب تا محدوده جهان‌تاب، از شرق به بلوار قیطریه و شرق پارک قیطریه و از غرب به خیابان شریعتی منتهی می‌گردد.[۳۴]

- کاشانک از جمله محله‌های شمالی پایتخت است که از غرب به محله حصار بوعلی، از شرق به محله آجودانیه و از جنوب به شهرک چمران محدود می‌شود. پیشینه تاریخی کاشانک به دوره قاجاریه بر می‌گردد. ناصرالدین‌شاه در ازای حکمرانی کاشان که همسرش انیس الدوله از او طلب می‌کند شش دانگ کاشانک را به نام همسرش می‌کند.[۳۵]

- گلاب‌دره از محله‌های بالاشهر تهران که از شمال به ارتفاعات آبک – خیابان شهید بوکان، از جنوب به خیابان‌های رستگاران، ارغوان، رجایی و خیابان بیست و یک آذر همچنین از شرق به خیابان‌های حسنی‌کیا و اسدالله موسوی و در نهایت از غرب به رودخانه گلابدره منتهی می‌شود.[۳۶]

- محمودیه محله‌ای اعیان‌نشین در شمال شهر تهران گفته می‌شود که از شمال به محله زعفرانیه، از جنوب به بزرگراه چمران و چهارراه پارک وی، از شرق به خیابان ولی‌عصر و اراضی محمود کشتکار و از غرب به محله اوین سعادت آباد محدود می‌شود. محلهٔ محمودیه تا حدودی به تجریش نزدیک است. این محله نسبتاً مرتفع است و در بلندی ۱۶۰۰ متری از سطح دریا قرار دارد. محمودیه از ثروتمندترین محلات تهران می‌باشد که بسیاری از رجال سیاسی و ثروتمندان تهران در آن ساکنند.[۳۷][۳۸]

- نیاوران در منطقه شمیران واقع شده‌است، این محله از غرب با تجریش، از شرق با دارآباد، از جنوب با فرمانیه و از شمال با ارتفاعات کلک‌چال همسایه است.[۳۹]

- ولنجک یکی از محله‌های مرفه نشین، در شمال شهر تهران و در منطقه یک شهرداری تهران واقع شده‌است. محله ولنجک از شمال به ارتفاعات توچال و از جنوب به محله‌های محمودیه و محله اوین سعادت‌آباد و از شرق به رودخانه ولنجک و از غرب به بلوار دانشجو محدود می‌شود. این محله در ناحیه دو منطقه یک شهرداری تهران قرار دارد.[۴۰]

- شهرک محلاتی از دیگر محله‌های منطقه یک شهرداری تهران است؛ شهرک شهید محلاتی قبلاً «مشرق الاذکار» بهائیان بوده و جای خوش آب و هوایی در شمال شرقی تهران است. زمین‌های این محله باغ بزرگی متعلق به شخصی بهایی بوده‌است. پس از انقلاب این ملک مصادره تفکیک و به خانواده‌های سپاهی واگذار شد.[۴۱]

- شهرک نفت، از محله‌های بیست و هفت‌گانه منطقه یک در شمال شرقی شهر تهران واقع شده‌است. در اصلی محله شهرک نفت، بلوار آبادان و از میدان‌های مهم این محله میدان مسجد سلیمان می‌باشد. صدف، البرز، اقتدار، بام تهران، یاران و با قالازار نیز از شهرک‌های واقع در این محله است.[۴۲]

- دانشگاه - گل‌ها

- کوهسار

## مکان‌های مهم

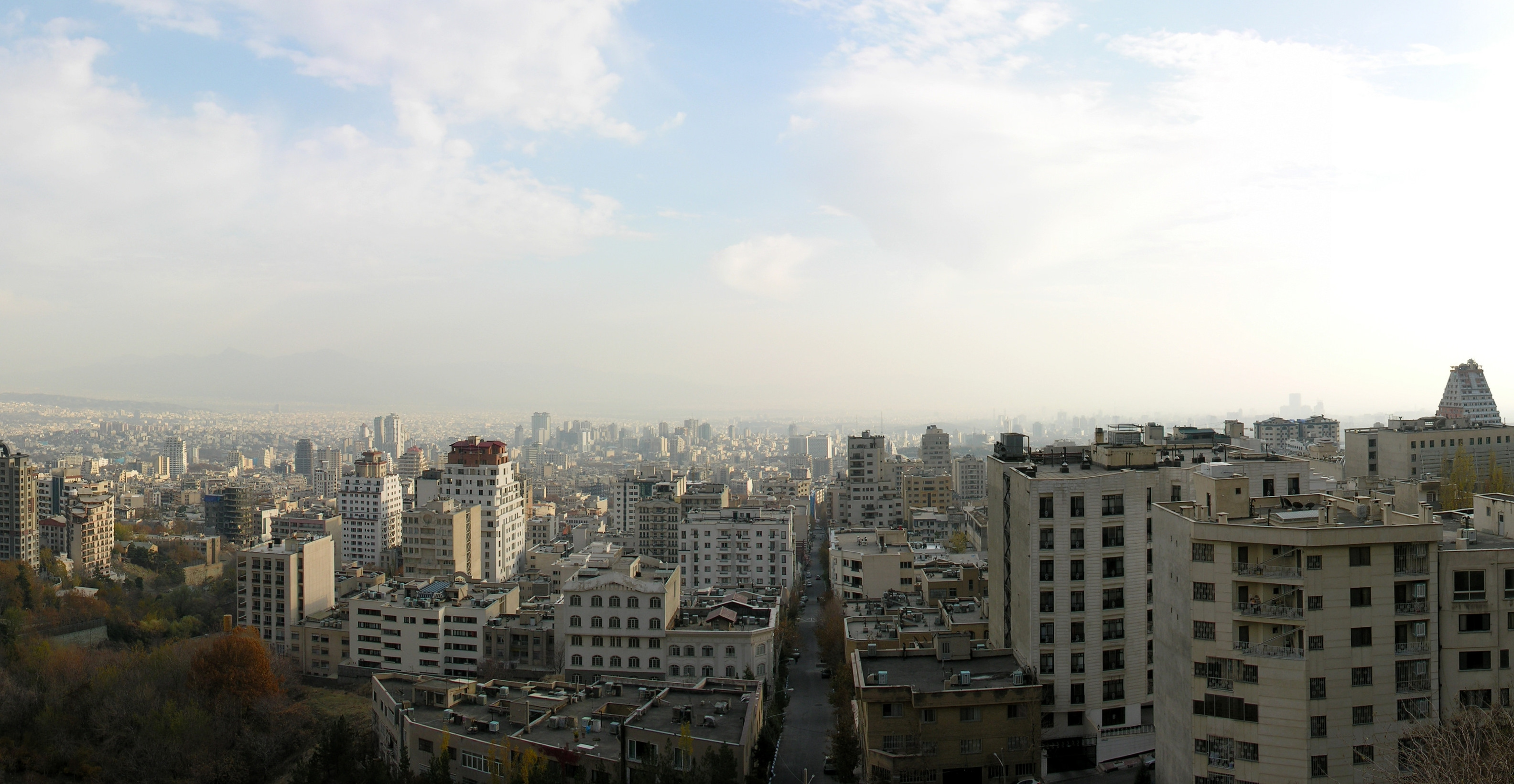
نمایی از منطقه ولنجک تهران

در منطقه یک شهرداری تهران، مکان‌های متعدد فرهنگی، تاریخی، طبیعی همچنین فضای سبز و وجود دارد.
مراکز فرهنگی - تاریخی
در این منطقه پانزده موزه همچنین دو مجموعه موزه سلطنتی کاخ نیاوران و کاخ سعدآباد نیز موزه تماشاگه زمان قرار دارد. همچنین مجموعه کاخ‌های نیاوران، سعدآباد، کاخ ملت، کاخ شهوند امامزاده صالح و گورستان ظهیرالدوله از امکان تاریخی قابل توجه است. از مهم‌ترین مراکز فرهنگی این منطقه فرهنگسرای نیاوران، نگارخانه جماران و فرهنگسرای ملل را می‌توان نام برد. همچنین در این منطقه پردیس سینمایی ارگ، سینما آستارا، موزه سینمای ایران، سینما جوان، سینما دزاشیب قراردارد.
رصد خانه پارک کودک، سقاخانه خوانین، مرکز علوم و ستاره‌شناسی، موزه حیات وحش دارآباد، مرکز دائره المعارف اسلامی، دانشگاه‌های شهید بهشتی، علوم پزشکی بقیةالله، مرکز پژوهش‌های بین‌المللی وزارت امور خارجه هم از دیگر مراکز قابل توجه علمی در این منطقه است.
جاذبه‌های طبیعی
مناطق کوهستانی دربند، درکه، رود درکه، کلکچال، اوین پارک‌های نیاوران، جمشیدیه، قیطریه از مکان‌های تفریحی و مراکز جذب گردشگر این منطقه هستند. توچال بلندترین نقطه کوهستانی تهران به ارتفاع ۳۹۶۶ متر است. دارای انواع ورزش‌های کوهستانی نظیر کوه‌پیمایی، کوهنوردی، اسکی، دوچرخه کوهستان، صخره‌نوردی است. همچنین امکانات رفاهی نظیر سورتمه تهران، تله‌کابین با هفت ایستگاه و چهارده جان‌پناه و یک هتل و ایستگاه‌های هلال احمر و بیمارستان و… را دارا می‌باشد. بازار تجریش به عنوان یک اثر تاریخی و دومین بازار بزرگ پایتخت در این منطقه است. وجود بوستان‌های فرامنطقه‌ای پارک جنگلی نیلوفر، پارک ساحلی دارآباد و گلابدره هم از دیگر مراکز گردشگری در این بخش از تهران است. منطقه یک دارای هفت رود دره است.
امکان مذهبی
شماری از امامزادگان تهران در منطقه یک شهرداری تهران قرار دارند؛ امامزاده قاسم، از نوادگان حسن مجتبی، امامزاده علی‌اکبر، امامزاده اسماعیل در محله چیذر در این منطقه دفن شدند. در صحن امامزاده صالح نیز مدفن شهید گمنام و مجید شهریاری است. همچنین قبرستانی به نام رواق معصومیه در زیرزمین این امامزاده قرار دارد که افراد سرشناسی در آن آرمیدند.
میدان‌ها
در این منطقه میدان‌های متعددی قرار دارد. میدان قُدس میدانی است در شمال شهر تهران. این میدان در منطقه ۱ شهرداری تهران و در نزدیکی و شرق میدان تجریش واقع شده‌است. میدان قدس نقطهٔ پایانی جاده قدیم شمیران (خیابان شریعتی) است. بازار تجریش و بیمارستان شهدا در امتداد فاصلهٔ میدان تجریش و میدان قدس واقع شده‌اند. همچنین میدان تاریخی تجریش، میدان دربند و…

## حمل و نقل عمومی
- ایستگاه متروی تجریش
- ایستگاه متروی قیطریه
- ایستگاه متروی شهید صدر
- ایستگاه متروی قائم
- ایستگاه متروی شهید محلاتی
- ایستگاه متروی اقدسیه
- ایستگاه متروی نوبنیاد

## نگارخانه

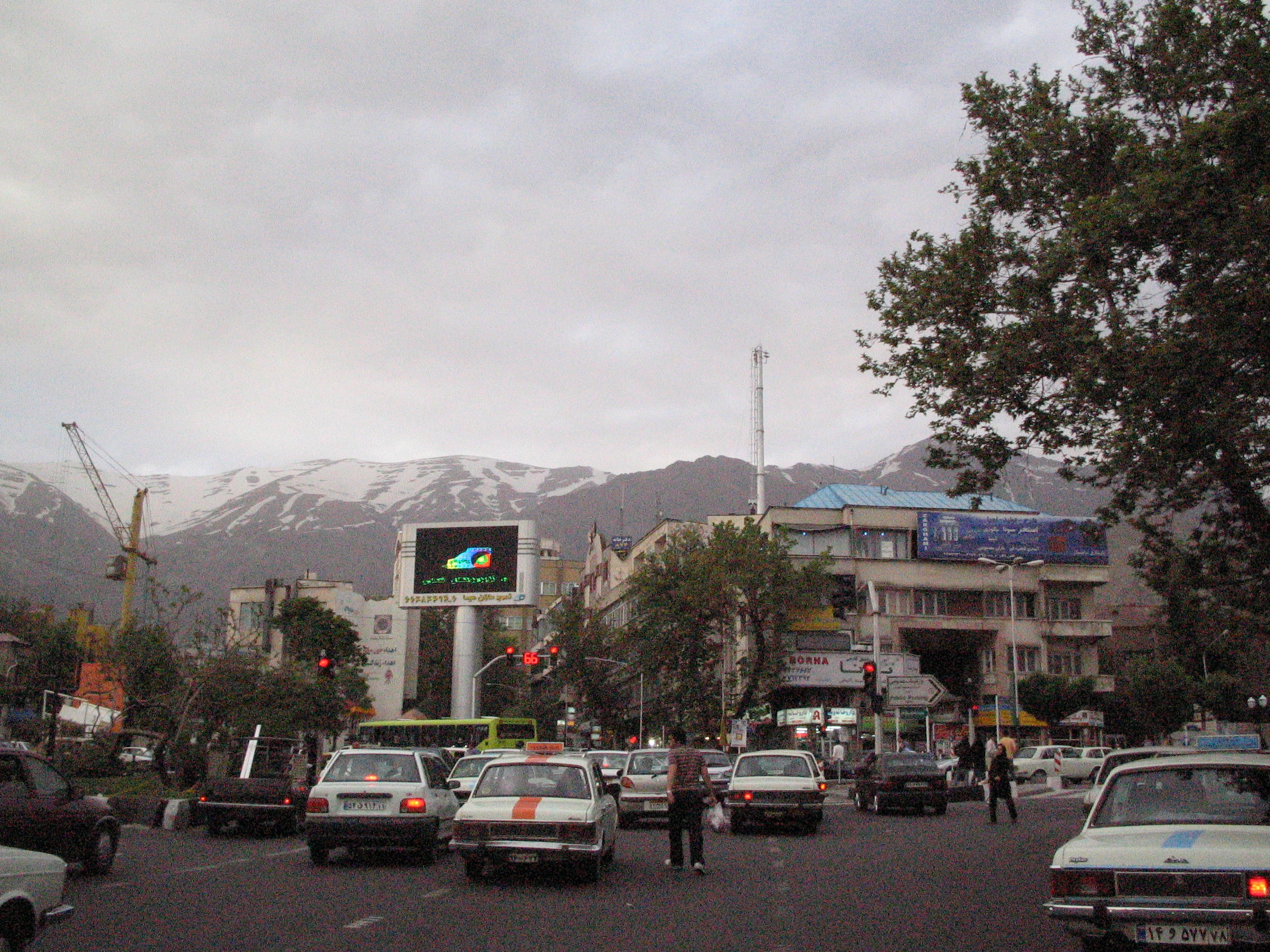
میدان قدس تهران.
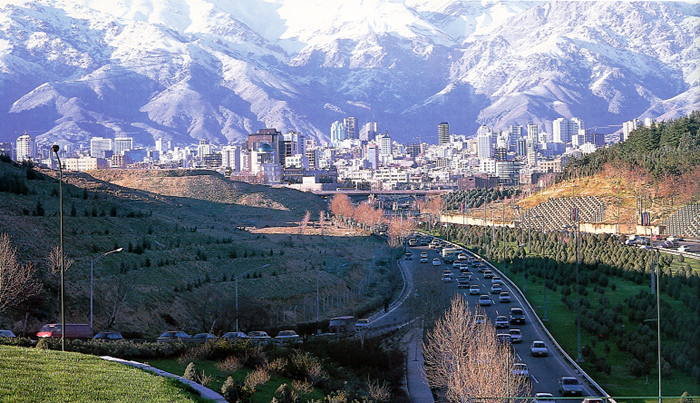
شمیران
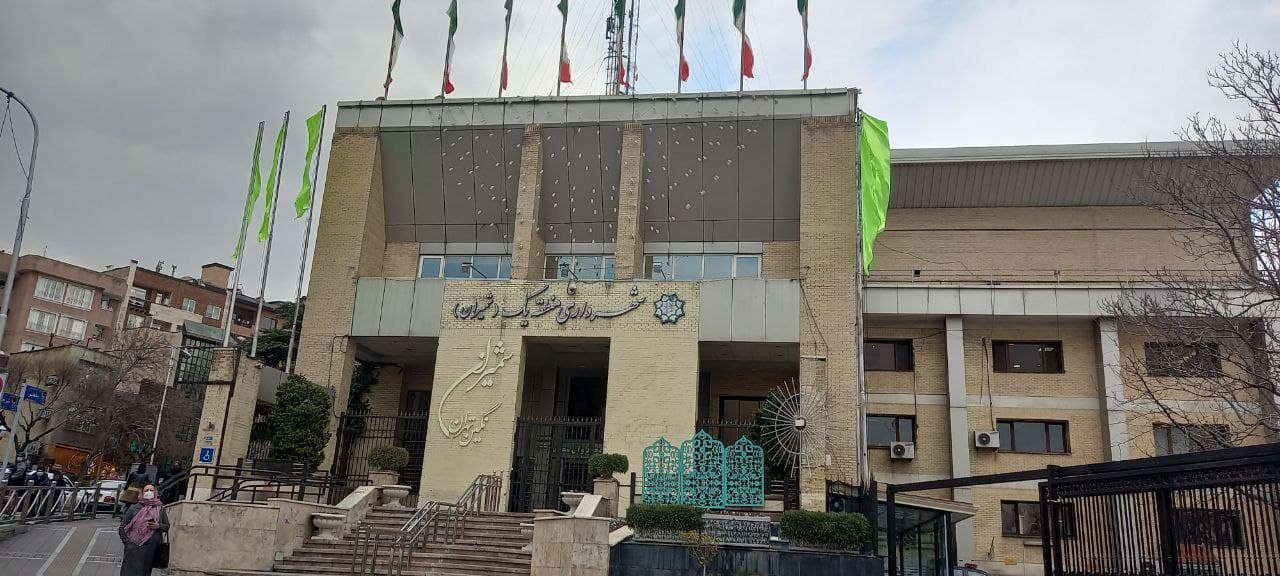
شهرداری منطقه یک تهران